# Kalinine K-3
 (décembre 2021).

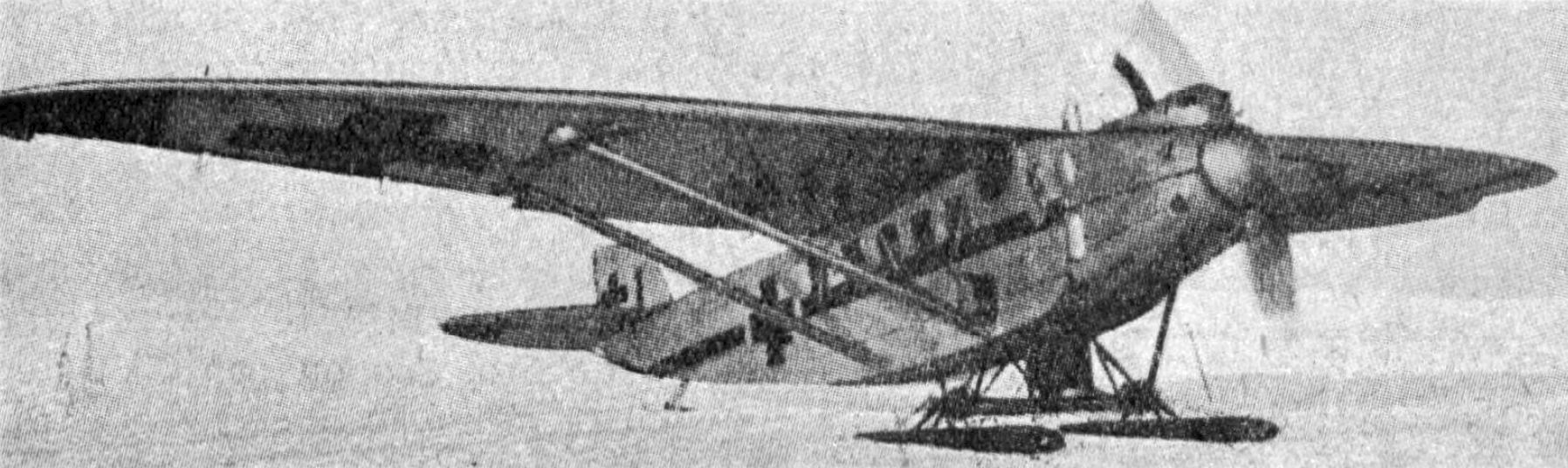
Photo du Kalinin K-3 publiée dans L'Aérophile en novembre 1928.

Le Kalinin K-3 est un avion monoplan à hélice soviétique dont la production a commencé en 1927. Conçu par l'ingénieur russe Constantin Kalinine (en), l'avion, un monoplan en bois à aile haute recouverte de tissu, était utilisé comme ambulance aérienne.

## Caractéristiques
- Motorisation : BMW IV de 240 CV
- Capacité : 1 pilote, 4 passagers, 740 kg de matériel
- Autonomie : 730 km
- Vitesse : 170 km/h
- Longueur : 11,25 m
- Envergure : 16,76 m
- Surface alaire : 40 m2
- Poids à vide : 1 560 kg
- Poids maximal au décollage : 2 300 kg